# Анселмо IV Милански
Анселмо IV Милански (умро 1101. године) је био надбискуп Милана од 1097. до своје смрти.

## Биографија
Анселма је папа Паскал II (наследник папе Урбана) одредио да буде духовни вођа крсташког похода 1101. године. Проповедао је одлазак у Свету земљу широм Ломбардије. Имао је великог успеха. Дана 15. јула 1100. године прославио је годишњицу крсташког освајања Јерусалима.
На челу армије од 50.000 људи прешао је преко Корушке и кроз Бугарску без инцидената. Ослањао се да византијског цара Алексија да му набави намирнице. У Никомедији се сусреће са Ремоном Тулуским, једним од освајача Јерусалима и наставио даље са њим. У бици код Мерсивана султан Килиџ Арслан им наноси велики пораз. Крсташка армија се распала. Сам Анселмо је задобио ране од којих је умро у Цариграду исте године.